# Matteria gracillima
Matteria gracillima är en bladmossart som beskrevs av Goffinet in Goffinet och Dale Hadley Vitt 1998. Matteria gracillima ingår i släktet Matteria och familjen Orthotrichaceae. Inga underarter finns listade i Catalogue of Life.